# Дакр, Ральф, барон Дакр из Гисленда
Ральф Дакр (англ. Ralph Dacre; приблизительно 1412 — 29 марта 1461, при Таутоне, Йоркшир, Королевство Англия) — английский аристократ, 1-й и единственный барон Дакр из Гисленда с 1459 года. Второй сын Томаса Дакра, 6-го барона Дакра, и его жены Филиппы Невилл. Эта семья владела обширными землями в Камберленде и Линкольншире, но основная часть наследства после смерти 6-го барона в 1459 году перешла к его внучке от старшего сына (к тому времени покойного) Джоан, жене Ричарда Файнса. Последний стал бароном Дакром по праву жены. Файнс был деятельным сторонником Йорков в шедшей тогда Войне Алой и Белой розы, тогда как Ральф и его младший брат Хамфри сражались на стороне Ланкастеров; поэтому 1 октября 1459 года король Генрих VI создал для Ральфа титул барона Дакра из Гисленда.
Ральф сражался при Уэйкфилде 30 декабря 1460 года, где Ланкастеры одержали победу. 17 февраля 1461 года он участвовал во второй битве при Сент-Олбансе (там Ланкастеры снова победили), 29 марта того же года — в битве при Таутоне, где победили йоркисты. При Таутоне барон погиб. Его похоронили в церкви Всех Святых в городе Сакстон (Йоркшир). Первый же парламент короля Эдуарда IV посмертно осудил его как изменника.
Дакр был женат на Элеаноре Фицхью, дочери Генри Фицхью, 5-го барона Фицхью, и Элис Невилл. Этот брак остался бездетным. В 1482 году брат Ральфа Хамфри стал бароном Дакром из Гисленда, но это считается новой креацией титула.